# Enville, Staffordshire
Enville är en ort och civil parish i Storbritannien.   Den ligger i grevskapet Staffordshire och riksdelen England, i den södra delen av landet, 180 km nordväst om huvudstaden London. Enville ligger 89 meter över havet och antalet invånare är 477.
Terrängen runt Enville är platt. Runt Enville är det tätbefolkat, med 369 invånare per kvadratkilometer. Närmaste större samhälle är Wolverhampton, 15,0 km nordost om Enville. Trakten runt Enville består till största delen av jordbruksmark.